# Baldissero Canavese
Baldissero Canavese (piemontesisch Bausser) ist eine Gemeinde in der italienischen Metropolitanstadt Turin (TO), Region Piemont.

## Lage und Einwohner
Baldissero Canavese liegt etwa 40 km nördlich von Turin. Das Gemeindegebiet umfasst eine Fläche von 4,51 km² und hat 504 Einwohner (Stand 31. Dezember 2023). 
Die Nachbargemeinden sind Castellamonte, Vistrorio, Vidracco, Strambinello und Torre Canavese.

## Sehenswürdigkeiten
Außerhalb des Ortes befindet sich die kleine Kirche Santa Maria in Vespiolla mit Fresken aus dem 15. Jahrhundert.

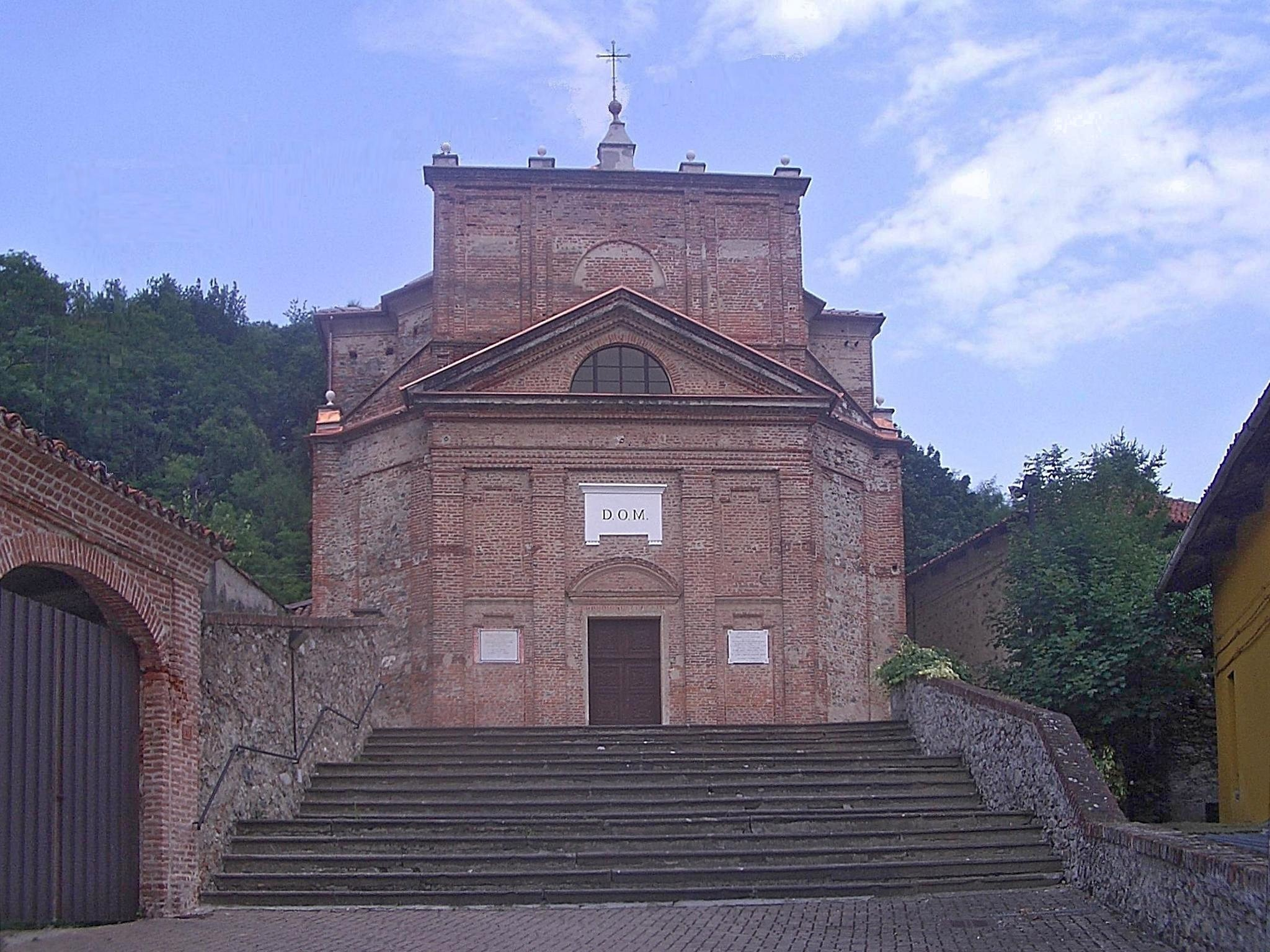
Baldissero Canavese, Pfarrkirche
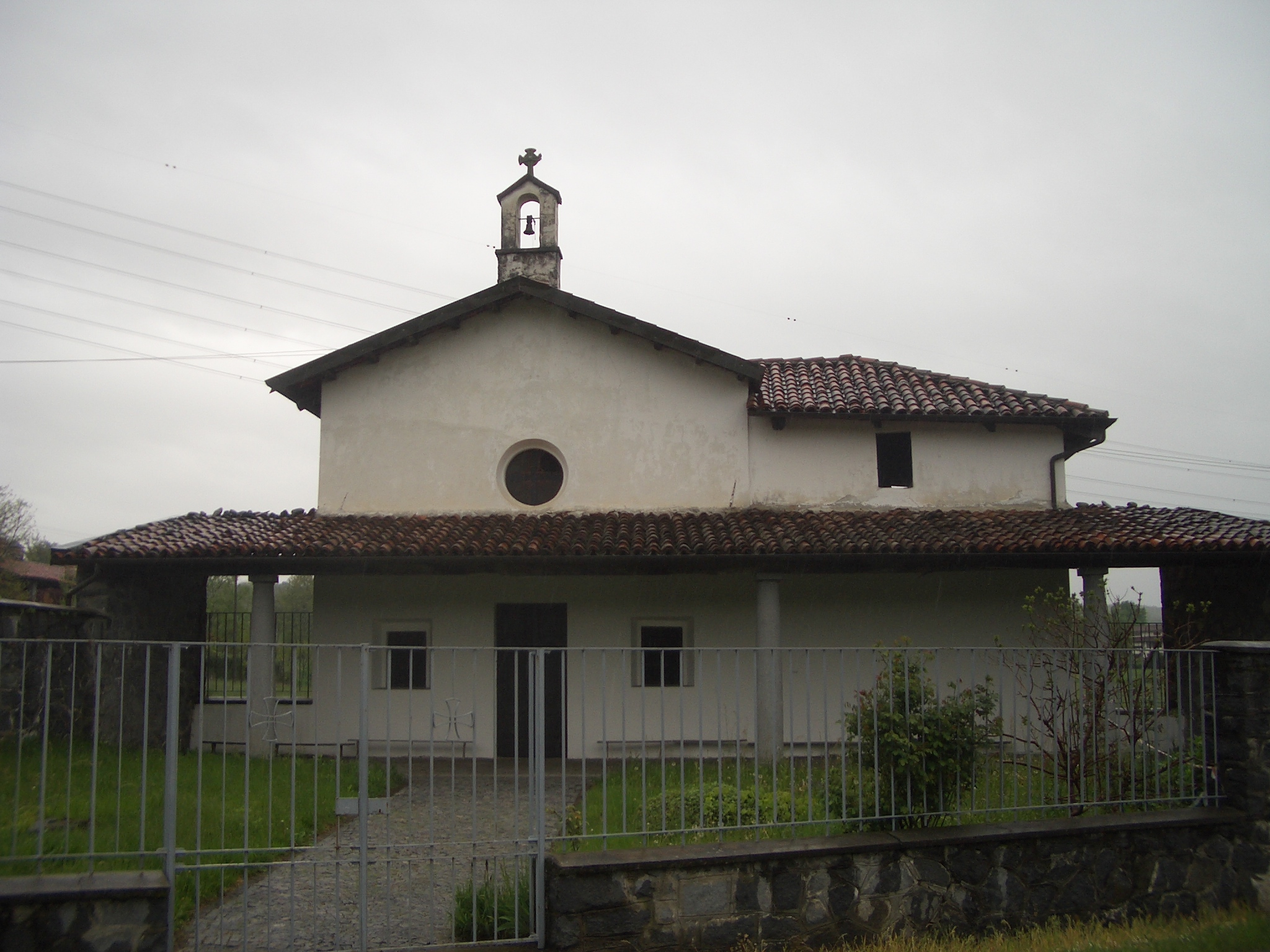
Kirche Santa Maria in Vespiolla
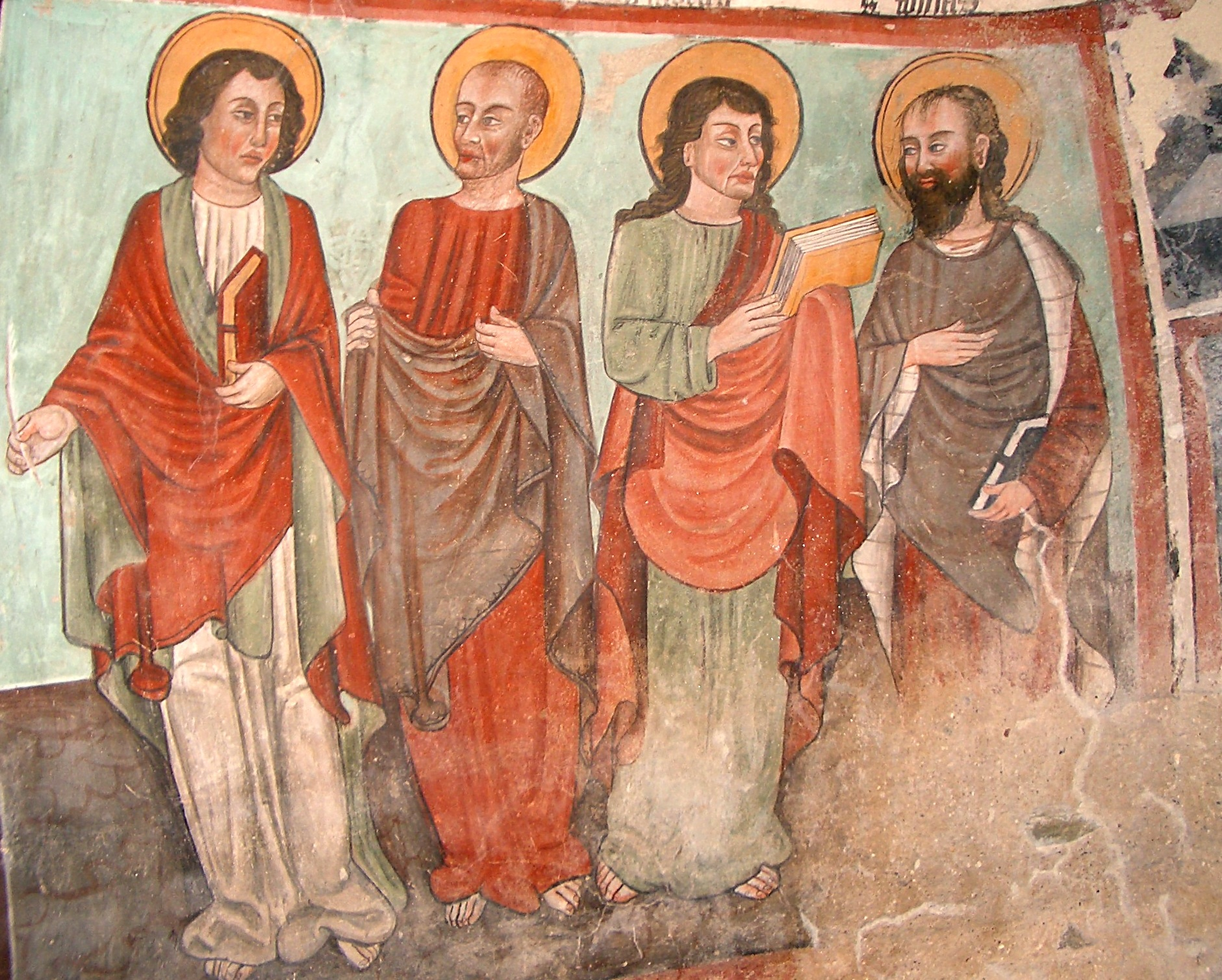
Fresken in der Kirche Santa Maria in Vespiolla
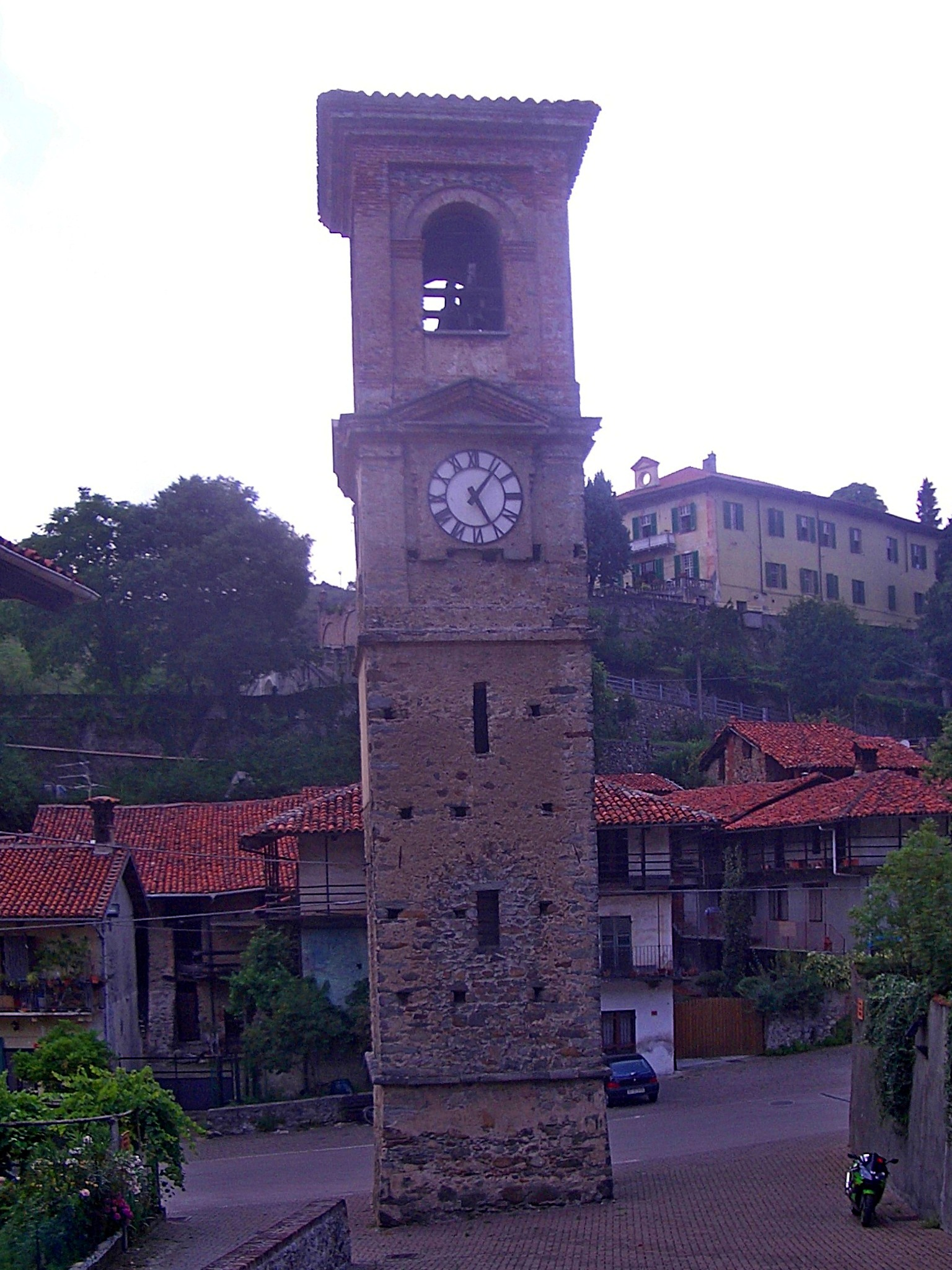
Baldissero Canavese, Uhrturm